# Savianges
Savianges é uma comuna francesa na região administrativa de Borgonha-Franco-Condado, no departamento Saône-et-Loire. Estende-se por uma área de 6,36 km². Em 2010 a comuna tinha 76 habitantes (densidade: 11,9 hab./km²).